# Kleinkampfverbände der Kriegsmarine
Als Kleinkampfverbände der Kriegsmarine, auch Kommando der Kleinkampfverbände (K.d.K.) genannt,:506 werden verschiedene Einheiten der deutschen Kriegsmarine bezeichnet, die im Seekrieg des Zweiten Weltkriegs über Kampfmittel von geringer Größe verfügten. Unter Kleinkampfmitteln verstand das Oberkommando der Marine selbständig operierende und leicht verlegbare maritime Kampfeinheiten. Dies waren in erster Linie bemannte Torpedos, Kampfschwimmer, Kleinst-U-Boote und Sprengboote.:505/506:30–31 Der Einsatz der Kleinkampfverbände endete mit der Kapitulation der Wehrmacht am 8. Mai 1945, wobei die letzten beiden Kampfschwimmer noch bis zum 11. Mai:195 bzw. 12. Mai 1945 agierten.:161
Ihre Aufstellung war Teil einer defensiv ausgerichteten Strategie der Kriegsmarine:505, die von Hitler unterstützt wurde. Diese sah sich ab Frühjahr 1944 gezwungen, ein Seekampfkonzept zu entwickeln, das es der Führungsebene erlauben sollte, mit einer „Nadelstichtaktik“:45 Versorgungs-, Kriegs- und Handelsschiffe der Alliierten im Küstenvorfeld zu versenken und somit den Nachschub zu verringern. Ihr Einsatz diente ferner auch der Störung der alliierten Schifffahrtsrouten und der Kräftebindung. Gleichzeitig sollte der U-Boot-Krieg intensiviert werden, um doch noch eine entscheidende Kriegswende zu erreichen.:515:30–32:38

## Ursprünge und Konzeption
Ab den späten 1930er Jahren entwickelte die kaiserlich-japanische Marine verschiedene Kleinkampfmittel, von denen einige Kleinst-U-Boote beim Angriff auf Pearl Harbor eingesetzt wurden. Während der Anfangsphase des Pazifikkriegs wurden die Mittel für die Weiterentwicklung der japanischen Kleinkampfmittel großenteils zusammengestrichen und erst wieder erhöht, als die Japaner immer weiter in die Defensive gedrängt wurden und viele ihrer großen Überwassereinheiten verloren. Die ersten maritimen Kleinkampfverbände auf dem europäischen Kriegsschauplatz wurden vom Königreich Italien mit der Gründung der Decima MAS im Frühjahr 1941 aufgestellt. Italien konnte dabei auf Entwicklungs- und Einsatzerfahrungen aus der Endphase des Ersten Weltkriegs zurückgreifen und stellte dann bis 1943 die einzig erfolgreich operierenden Kleinkampfverbände im Mittelmeerraum. Nach dem Waffenstillstand von Cassibile im September 1943 trat der Verband in die Streitkräfte der faschistischen Italienischen Sozialrepublik über. Schon im Frühjahr 1942 hatte die britische Royal Navy eigene Kleinkampfmittel entwickelt. Sie orientierte sich dabei an erbeuteten bzw. geborgenen bemannten Torpedos und Kleinst-U-Booten der Italiener. Die britischen Kleinkampfmittel unterstanden gemeinsam mit den Kampfschwimmern der Underwater Working Party (UwWp).
Ab dem Frühjahr 1944 begann auch die Kriegsmarine mit der Entwicklung eigener Kleinkampfmittel und der Aufstellung von Verbänden. Man orientierte sich dabei jedoch nicht hauptsächlich an den Verbänden des Achsenpartners Italien,:5 sondern an den britischen Entwicklungen, welche als effektiver als die italienischen erachtet wurden.
Ein Hauptgrund für die relativ späte Aufstellung der deutschen K-Verbände war die noch bis in die ersten Kriegsjahre dominierende Doktrin Erich Raeders, welche die deutschen Marinerüstungspläne auf große Überwassereinheiten konzentrierte. So sah das Flottenrüstungsprogramm von 1938/39 im Z-Plan keine Kleinkampfverbände vor, sondern hauptsächlich große Einheiten.
Erfolgreiche britische Kommandoaktionen und Sabotageakte in Saint-Nazaire und Nordafrika, die um die Jahreswende 1942/43 durchgeführt wurden, führten der deutschen Marineführung um den neuen Oberbefehlshaber der Kriegsmarine, Großadmiral Karl Dönitz, erstmals die Möglichkeit erfolgreicher Einsätze kleinster Marineeinheiten vor Augen. Dönitz erwog hiernach erstmals die Aufstellung eigener Kleinkampfverbände, die er zu diesem Zeitpunkt als Mountbatten-Organisation bezeichnete.:11 Er wurde in diesen Überlegungen durch verschiedene äußere Faktoren bestärkt. So war die deutsche Werftindustrie durch die immer massiver werdenden alliierten Bombenangriffe kaum mehr in der Lage, größere Schiffe zu bauen. In den neuen Untertagewerften konnten nur U-Boote und andere kleinere Einheiten gebaut werden. Außerdem traf die Verknappung von Ressourcen wie Stahl die Kriegsmarine besonders stark, da das Panzerprogramm des Heeres und das Jägerprogramm der Luftwaffe Vorrang vor dem U-Boot-Programm der Kriegsmarine besaßen und dadurch bevorzugt Nachschub erhielten. Als weiterer wichtiger Grund trat der Leistungsbeweis durch Briten und Italiener weit in den Vordergrund. Diese hatten mit wenigen Soldaten und kleinsten Einheiten auch größere Schiffseinheiten beschädigen und versenken können und darüber hinaus massive gegnerische Kräfte gebunden. Dönitz sah daher in eigenen Kleinkampfmitteln eine kostengünstige Möglichkeit, die deutsch besetzten Küsten mit einem Sperrnetz aus schnell herzustellenden kleinen Einheiten zu überziehen, um so eine mögliche Invasion der „Festung Europa“ schwer zu behindern oder gar abwenden zu können.
Für eine solche mögliche Invasion wurden folgende hauptsächlichen Überlegungen angestellt::30–31:13
- Im Hinblick auf die überwältigende Masse des amerikanischen Kriegsmaterials und deren Luftüberlegenheit sei die Entstehung eines Brückenkopfes mit den vorhandenen deutschen Kräften nicht erfolgreich zu bekämpfen. Gebildete Brückenköpfe würden dabei durch Bombenteppiche, deren Radius sich immer weiter vergrößerte, vor deutschen Gegenangriffen abgeschirmt und ausgedehnt werden.
- Wenn ein Angriff auf diese Brückenköpfe erfolgen sollte, müsste er sich primär auf den Nachschub des Gegners konzentrieren. Da eine alliierte Luftüberlegenheit angenommen werden müsse, sei die Unterbrechung der Nachschublinien nur durch eine Unterwasserwaffe vorstellbar. Begünstigend würde dabei angesehen, dass die gegnerischen Schiffe in den engeren Küstenbereich vordringen müssten. Hierbei könne demnach eine U-Boot-Waffe eingesetzt werden, die nur über einen geringen Fahrbereich verfüge, aber dennoch maximale Sprengwirkung mit sich führen solle.
- Die künftigen Landungsstellen der alliierten Einheiten könnten nur erahnt werden. Daher sei eine Unterwasserwaffe zu entwickeln, die möglichst in großer Stückzahl hergestellt und per Nachttransport ohne größeren Aufwand per Bahn und Lastkraftwagen zu jedem beliebigen Punkt gebracht werden könne. Dort angekommen, solle sie ohne größere Vorrichtungen sofort zu Wasser gebracht werden können.

Die alliierte Invasion in Süditalien im September 1943 sowie die Landung in der Normandie im Juni 1944 stellten diese Situation jedoch her, noch bevor K-Verbände aufgestellt werden konnten.

## Aufstellung
Bereits 1929 wurden der Marineleitung der damaligen Reichsmarine erste Entwürfe für den Einsatz von bemannten Torpedos vorgelegt. Allerdings wurden sie im Hinblick auf die Bedingungen des Versailler Vertrages abgelehnt. Basis für diese erste Konzeption sogenannter „Kleinkampfmittel“ waren die von Italien im Ersten Weltkrieg eingesetzten Mignatta. Im Zuge der Mobilmachung von 1938 wurden dem Oberkommando der Marine (OKM) unter Erich Raeder erneut mehrere Vorschläge für bemannte Torpedos unterbreitet, welche von diesem aus nicht bekannten Gründen abgelehnt wurden. In der Folgezeit wurden immer wieder einzelne Konzepte beim OKM vorgelegt, von denen allerdings keines bis zur Serienreife weiterentwickelt wurde. So hatte unter anderem Heinrich Dräger von den Drägerwerken dem OKM im Oktober 1941 mehrere Pläne für ein Klein-U-Boot vorgelegt, die jedoch abgelehnt wurden.
Mit der Ernennung von Karl Dönitz zum Oberbefehlshaber der Kriegsmarine am 30. Januar 1943 setzte ein Umdenken in der Marineführung ein. So erfolgte bereits während einer Besprechung zum Amtsantritt Dönitz’ am 30. Januar die Erwähnung des potentiellen Nutzens von Kleinkampfverbänden. In derselben Besprechung äußerte Dönitz auch den Wunsch, dass die Aufstellung derartiger Kleinkampfverbände unter der Leitung von Konteradmiral Hellmuth Heye erfolgen solle. Da dieser jedoch von seinem Posten als Chef des Stabes des Marinegruppenkommandos Nord vorerst nicht abkömmlich war, wurde Vizeadmiral Eberhard Weichold zunächst mit der Planung und Aufstellung betraut. Während der Planungsphase, bei der auch erstmals der Begriff „K-Verbände“ gebraucht wurde, wurden folgende Schwerpunkte gesetzt, um den Aufbau der Verbände zu forcieren:
- Entwicklung und Bau eines brauchbaren Kleinst-U-Bootes nach britischem Muster sowie dessen Einsatz bei gezielten Einzelunternehmungen[2]:32[9]:17
- Entwicklung von mehreren kleinen Torpedoträgern für verschiedene Verwendungszwecke, darunter auch kleine Schnellboote nach dem Vorbild der italienischen Sprengboote
- Fortsetzen der Aufstellung und Ausbildung von Marineeinsatzkommandos (M.E.K.s), die als Stoßtrupps nach britischem Vorbild von kleinen Schiffen und U-Booten aus Angriffe auf feindliche Küstenobjekte wie Radarstationen, Geschützstellungen und Hafeneinrichtungen durchführen sollten.[2]:74[9]:17

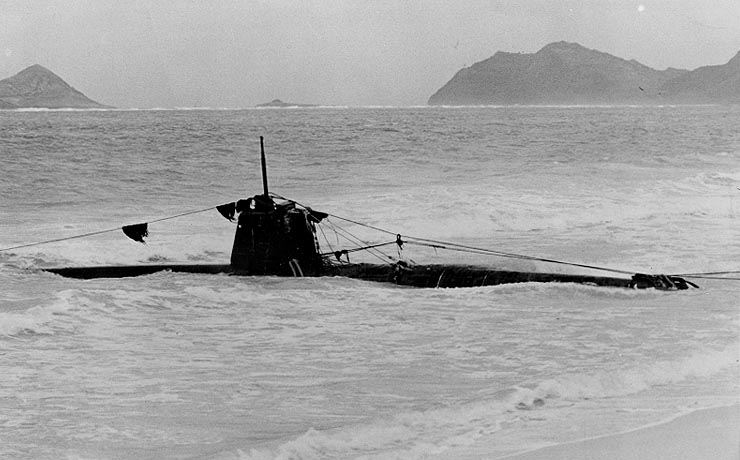
Die japanischen Kleinst-U-Boote vom Typ A dienten als Vorbild für die ersten deutschen Boote.

Da die Kriegsmarine über keine Erfahrungen auf dem Gebiet der Kleinkampfmittel verfügte, sandte das OKM an Paul Wenneker, den Marineattaché an der deutschen Botschaft in Tokio, einen Fragenkatalog zur japanischen Kleinst-U-Boot-Klasse Typ A. Mit Hilfe dieses Kataloges sollte Wenneker benötigte Informationen zur Konstruktion und Einsatzfähigkeit des Typs A gewinnen. Nach mehreren Anfragen erteilte die japanische Marineführung Wenneker und dem italienischen Marineattaché am 3. April 1943 die Erlaubnis zur Besichtigung eines Bootes. Da die Japaner jedoch jede Auskunft über die technischen Spezifikationen verweigerten, brachte diese Besichtigung keinerlei neuen Erkenntnisse. Da von Japan auch in Zukunft kein Informationstransfer zu erwarten war, beschloss man, sich für den Aufbau der K-Verbände an den Entwicklungen der Royal Navy zu orientieren. Die bisher von den Italienern auf diesem Gebiet gesammelten Erfahrungen wurden dabei lediglich im Falle der Sprengboote genutzt.
Etwa zur gleichen Zeit begann Korvettenkapitän Hans Bartels in Heiligenhafen mit der Aufstellung der ersten mobilen und einsatzfähigen Einheit, die die Bezeichnung Einsatzabteilung Heiligenhafen erhielt. Die Einheit bestand aus 30 Marine- und Heeresangehörigen und gliederte sich in zwei Kompanien. Die Erste stand unter Bartels eigenem Kommando, während die Zweite von Kapitänleutnant Michael Opladen geführt wurde. Hauptaufgabe sollte es sein, an der britischen Küste sowie in der Adria verdeckte Kommandoaktionen durchzuführen, weshalb die Einsatzabteilung als Vorläufer der späteren „Marineeinsatzkommandos“ angesehen werden kann. Die Abteilung war dem Marineoberkommando Ost unterstellt. Die Mitglieder mussten sich zu strengster Geheimhaltung und zum Abbruch aller zivilen Kontakte, auch mit der eigenen Familie, verpflichten. Darüber hinaus wurde ihnen eine dauerhafte Ausgangs- und Urlaubssperre auferlegt. Die ersten Ausbilder stammten überwiegend aus den Reihen der Pioniere des Heeres, die hauptsächlich in der Sowjetunion Fronterfahrung gesammelt hatten. Später kamen erfahrene Kraftfahrzeugmechaniker, Funktechniker, Sport- und Schwimmlehrer, Tauch- und Nahkampfspezialisten hinzu, um ein breites Spektrum mit der Ausbildung abdecken zu können.:17–18
Am 21. September 1943 zeigte ein Angriff britischer Kleinst-U-Boote der X-Klasse auf das Schlachtschiff Tirpitz (Operation „Source“), wie verwundbar auch größte Schiffe gegenüber solchen Attacken sein konnten. Die Angreifer wurden nach dem Ablegen ihrer Grundminen von deutschen Patrouillen entdeckt und ihre Boote versenkt. Die Kriegsmarine barg eines der versenkten X-Craft und brachte es zur Untersuchung nach Deutschland, wo es in der Folge für das erste deutsche Kleinst-U-Boot, den Hecht, Modell stand.
Im März 1944 übernahm Heye als Admiral der Kleinkampfverbände und Generalreferent Sonderkampfmittel im OKM die Führung der K-Verbände. Nachdem Weichold bereits eine grobe Struktur für die künftigen Kleinkampfverbände geschaffen hatte, musste Heye diese nur noch verfeinern. Er legte den Fokus deshalb nun auf die möglichst schnelle Ausrüstung der Verbände mit geeigneten Mitteln und die Rekrutierung weiterer Freiwilliger. Eine von ihm gebildete Kommission bereiste ausgewählte Ausbildungsstandorte für Offiziere und Unteroffiziere und warb als geeignet erscheinende Personen an.:23

## Admiral der Kleinkampfverbände

### Geschichte
Im April 1944 wurde in Timmendorfer Strand der Admiral der Kleinkampfverbände (A.d.K.) aufgestellt, welcher später nach Kappeln verlegt wurde. Im Mai 1944 wurde in Lübeck die Aufstellungs- und Ausbildungsabteilung aufgestellt und dem Admiral der Kleinkampfverbände unterstellt.

### Gliederung
- K-Verbände (für Klein-U-Boot)
- K-Regiment 1 (mot.)
- Aufstellungs- und Ausbildungs-Abteilung, ab Mai 1944
- Marine-Einsatz(ME)-Kommandos, bisher Abwehr

### Admiral
- Vizeadmiral Hellmuth Heye: von der Aufstellung im April 1944 bis Kriegsende 1945

#### Chef des Stabes
- Korvettenkapitän/Fregattenkapitän Fritz Frauenheim: von der Aufstellung im April 1944 bis Kriegsende 1945

## Entwicklungsbeginn, Rüstungs- und Produktionsschmieden
| Überblick über die Entwicklung der deutschen Kleinst-U-Boote |                     |                      |                             |
| Hecht (ab Mai 1944)                                          | Biber (ab Mai 1944) | Molch (ab Juni 1944) | Seehund (ab September 1944) |
| U-Boot Typ Hecht                                             | U-Boot Typ Biber    | U-Boot Typ Molch     | U-Boot Typ Seehund          |

Nach der technischen Analyse des geborgenen X-Craft entstand auf Basis der gewonnenen Erkenntnisse das erste Modell einer Klasse von Kleinst-U-Booten für die Kriegsmarine, der Hecht. Dieser war imstande, eine Haftmine oder einen Torpedo zu transportieren und einzusetzen. Weitere Erkenntnisse für die Entwicklung konnten aus einem britischen Boot des Typs Welman gewonnen werden. Dieses, mit der Kennung W-46, war während einer Mission vor Bergen am 21. November 1943 in ein Fischernetz geraten und hierdurch zum Auftauchen gezwungen worden. Dabei wurde es von einem in der Nähe befindlichen Wachboot entdeckt, dessen Besatzung das Boot unbeschadet aufbringen konnte. Auf der Grundlage des Welman entstand die deutsche Kleinst-U-Boot-Klasse Biber. Hecht und Biber wurden die Entwicklungsgrundmuster für alle folgenden deutschen Kleinst-U-Boote. Etwa zur gleichen Zeit entstand auch der erste bemannte Torpedo der Kriegsmarine, der Neger. Schöpfer war Richard Mohr, dessen Ein-Mann-Torpedo aufgrund von Planskizzen am 18. März 1944 durch Hitler zur Serienfertigung freigegeben wurde. Zeitgleich genehmigte Hitler ebenfalls den Bau von vorerst 50 Kleinst-U-Booten.
Da Mohr sich bei der Entwicklung des Negers auf teilweise schon vorhandene Waffensysteme wie den G7-Torpedo, dessen modifizierte Version den Rumpf des Negers bildete, gestützt hatte, konnten die ersten Prototypen noch im März 1944 fertiggestellt werden. Die Erprobung wurde in Eckernförde durch Johann-Otto Krieg durchgeführt und offenbarte verschiedene Schwächen des Torpedos, unter anderem seine Unfähigkeit zu tauchen. Obwohl die Mängel hinreichend bekannt waren, klassifizierte das OKM ihn aufgrund seiner einfachen Bauweise zügig zum „frontreifen“ Gerät, wohl auch vor dem Hintergrund, dass zu diesem Zeitpunkt keine anderen einsatzreifen Kleinkampfmittel zur Verfügung standen. Die ersten 40 Piloten der künftigen Flottille bestanden aus Angehörigen des Heeres und der Waffen-SS. Aufgrund ihrer mangelnden Erfahrung auf den Gebieten der Nautik, der Navigation und des Torpedoschießens mussten diese Fächer intensiv trainiert werden. Insbesondere zur Navigationsausbildung wurde die zum Navigationsschulschiff umgebaute und als solches am 15. Juni 1944 in Dienst gestellte Spica, das ehemalige Frachtschiff Orla, genutzt. Die praktische Ausbildung fand überwiegend in Manövern statt, die auch bei Nacht erfolgten. Bei diesen kam es infolge eines technischen Defekts erstmals zum Tod eines Piloten. Anfang August 1944 meldete Krieg schließlich seinem Vorgesetzten Heye die volle Einsatzbereitschaft der neu aufgestellten K-Flottille 361.
Die K-Verbände bezogen ihre Einsatzwaffen und Geräte später von einer zunehmenden Zahl von Herstellern. Darunter befanden sich auch viele italienische Firmen, die überwiegend Motorenteile für die Spreng- und Schnellboote der Typen M.T.M., M.T.R., M.T.R.M., M.T.S.M. und M.T.S.M.A. lieferten. Deren Produktion konnte jedoch gegen Ende 1944 aufgrund der zunehmenden Partisanentätigkeit und der sich zurückziehenden Front in Italien nicht mehr aufrechterhalten werden.
Bauwerften der K-Verbände
| - Torpedoversuchsanstalt Surendorf - Flender-Werke in Lübeck - DESCHIMAG in Bremen - Germaniawerft in Kiel - Howaldtswerke-Deutsche Werft in Kiel - Schichau-Werke in Königsberg | - Klöckner-Humboldt-Deutz-Werk in Ulm - Büssing NAG in Elbing und Braunschweig - Simmering in Graz - Parker in Wien - AEG in Frankfurt am Main - Adam Opel AG in Rüsselsheim | - Fordwerke in Köln - Alfa Romeo in Turin - Fiat in Turin - Ansaldo-Werft in Genua - Baglietto in Varazze - C.A.B.I. in Mailand |

Gesamtproduktionszahlen von Kleinkampfmitteln
| Gesamtproduktionszahlen von K-Mitteln |         |         |         |         |         |         |         |         |         |         |         |         |          |
| K-Mittel                              | 05/1944 | 06/1944 | 07/1944 | 08/1944 | 09/1944 | 10/1944 | 11/1944 | 12/1944 | 01/1945 | 02/1945 | 03/1945 | 04/1945 | Gesamt   |
| Molch                                 | –       | 3       | 8       | 125     | 110     | 57      | –       | 28      | 32      | –       | –       | –       | 363:182  |
| Biber                                 | 3       | 6       | 19      | 50      | 117     | 73      | 56      | –       | –       | –       | –       | –       | 324:182  |
| Hecht                                 | 2       | 1       | 7       | 43      | –       | –       | –       | –       | –       | –       | –       | –       | 53:182   |
| Seehund                               | –       | –       | –       | –       | 3       | 35      | 61      | 70      | 35      | 27      | 46      | 8       | 285:185  |
| Linsen                                | 36      | –       | 72      | 144     | 233     | 385     | 222     | 61      | 37      | 11      | –       | –       | 1201:200 |
| MTM                                   | –       | 10      | 45      | –       | 50      | 58      | 50      | 52      | 83      | –       | –       | –       | 348:200  |
| SMA                                   | 1       | 16      | 3       | 4       | 3       | 7       | 6       | 7       | 16      | –       | –       | –       | 63:200   |
| Hydra                                 | –       | –       | –       | –       | –       | –       | –       | –       | 13      | 11      | 9       | 6       | 39:200   |
| Gesamt                                | 42      | 36      | 154     | 366     | 516     | 615     | 395     | 218     | 216     | 49      | 55      | 14      | 2676     |

## Physische und psychische Unzulänglichkeiten
Die konstruktionsbedingte Enge der Kleinkampfmittel führte unter den K-Piloten, die umgangssprachlich auch als Kapitäne bezeichnet wurden, dazu, dass diese schon bei den Erprobungsfahrten ernste psychische Probleme wie Klaustrophobie und Panikattacken aufzeigten. Ferner litten sie oftmals auch an Angststörungen. Hinzu kamen menschliche Bedürfnisse wie Miktion und Stuhlgang. Viele Piloten litten auch an heftiger Flatulenz, der man mit einer strikten „nicht blähenden“ Diät vor und während des Einsatzes zu begegnen suchte. Den Piloten blieb während der Fahrt nichts anderes übrig, als ihre Absonderungen in Gefäßen und Behältern aufzufangen, die dann bei Gelegenheit im Zuge einer Überwasserfahrt entleert wurden. Oft war dies jedoch nicht möglich, und insbesondere die Besatzungen der Seehunde saßen teilweise bis zur Hüfte in einer Mischung aus hereingespültem Meerwasser, Dieseldestillat, ausgetretenem Öl, Kot, Urin und Erbrochenem. Zum Teil herrschten dabei so extreme hygienische Bedingungen, dass Besatzungsmitglieder ernsthaft erkrankten. Um dem vorzubeugen, durchliefen die angehenden Einzelkämpfer eine harte Ausbildung, in der sie ihre geistige und körperliche Fitness erhöhen sollten. Ihr Trainingsalltag bestand morgens aus einem 10.000-Meter-Lauf, gefolgt von Nahkampfübungen oder Nachtmärschen über 30 km. Die Einsatzvorbereitung umfasste auch Sitzübungen in den K-Mitteln, die 20 Stunden dauern konnten.:42/43
Den physischen Problemen der Piloten begegnete man mit der „D-IX“-Tablette, welche ein Drogenmix von Oxycodon (Markenname Eukodal, ein schmerzstillendes Opioid), Kokain und Methamphetamin (Markenname Pervitin) war. Ausgedehnte Versuche mit diesem Präparat zeigten, dass der Pilot in eine zwei bis drei Tage anhaltende Euphorie verfiel und anschließend in totale Erschöpfung. Spätere Seehund-Besatzungen, deren Missionen mehrere Tage dauern konnten, bekamen später auch pures Pervitin beziehungsweise das identische Isophan, welches nach tagelangem Einnehmen Halluzinationen verursachen konnte. Die Anwendung von Pervitin war erstmals im September 1938 von der Kriegsmarine an 90 Probanden in der Militärärztlichen Akademie in Berlin untersucht worden. 1944 erfolgte die Ausdehnung dieser Versuche auf Sportler sowie Häftlinge des KZ Sachsenhausen. Resultat dieser Versuche war, dass die Ärzte von Pervitin abrieten, da es nach der Vollwirksamkeit ein Versagen des Zentralnervensystems verursachen konnte. Sie schlugen daher vor, dass die Piloten stattdessen hauptsächlich Kola-Schokolade (Scho-Ka-Kola) und nur in geringen Dosen zusätzlich Pervitin zu sich nehmen sollten. Die Schokolade bestand aus 52,5 % Kakao und 0,2 % Koffein. Der Einsatz von Aufputschmitteln zur Leistungssteigerung war im Zweiten Weltkrieg weit verbreitet. So erhielten Kraftfahrer im deutschen Heer häufig Aufputschmittel, um die enormen Fahrstrecken an der Ostfront bewältigen zu können. Diese Praxis wurde zumindest auch auf britischer und amerikanischer Seite eingesetzt.:75:111

## Organisation
| Waffengattungen der Kleinkampfverbände der Kriegsmarine                           | |                                                  | |                                 |
| Sprengboote                                                                       | Schnellboote | Bemannte Torpedos                                | Kleinst-U-Boote                                                                                       | Einsatzkommandos                |
| - Linse - M.T.M. (ital.) - M.T.R. (ital.) - M.T.R.M. (ital.) - Tornado (Prototyp) | - Hydra - M.T.S.M. (ital.) - M.T.S.M.A. (ital.) - Schlitten (Prototyp) - Wal (Prototyp) - Seedrache (Prototyp) - Kobra (Prototyp) | - Neger - Marder - SLCs (ital.) - Hai (Prototyp) | - Biber - Seehund - Hecht - Molch - Delphin (Prototyp) - Schwertwal (Prototyp) - Seeteufel (Prototyp) | - Kampfschwimmer - Kampftaucher |

Die Organisation der Kleinkampfverbände der Kriegsmarine umfasste eine Vielzahl von internen Strukturen, an deren oberem Ende der Befehlsstab der K-Verbände stand. Ihm unmittelbar unterstellt war der operative Führungsstab der Kleinkampfmittel mit den zugehörigen Personal- und Ausbildungsabteilungen. Die truppenärztliche Versorgung oblag dem Quartiermeisterstab. Taktisch gegliedert wurden die K-Verbände durch die Kleinkampfmittelstäbe (K-Stäbe), die sich nach dem jeweiligen Einsatzgebiet benannten. Der weitere Aufbau umfasste neben diversen Lehrkommandos auch die Marineeinsatzkommandos, die K-Flottillen sowie die K-Divisionen.
Aus der etablierten Aufbaustruktur formten sich in diesem Zusammenhang die unterschiedlichen Waffengattungen der K-Verbände, die grob gegliedert drei wichtige Komponenten umfassten: die Gruppe der Kleinst-U-Boote, der Sprengboote und der Kampfschwimmer. Die Kriegsmarine orientierte sich hierbei an der historischen Vorlage der italienischen Decima MAS, die ebenfalls diese drei Waffengattungen als Kleinkampfmittel betrachtete. Daneben diente die eigens aufgestellte Forschungs- und Entwicklungsabteilung der K-Verbände der Erprobung diverser Prototypen, von denen einige richtungsweisend und ihrer Zeit weit voraus, andere wiederum rein utopisch waren.

## Truppenstärke
In der Aufbauphase der K-Verbände errechnete Heye einen Personalbedarf von 17.402 Personen. Davon sollten 794 Offiziere und Offiziersanwärter sowie 16.608 Unteroffiziere und Mannschaften sein. Der größte Teil war für die Bodenorganisation geplant, die vor allem aus Kraftfahrern, Verwaltungsangestellten sowie Wartungs- und Reparaturmannschaften bestehen sollte.:507 Dönitz gab dieser Anforderung nach und bestätigte gleichzeitig, dass er Heye in der Personalfrage jegliche Unterstützung zukommen lassen werde. Allerdings versagte er Heye die Möglichkeit, Kommandanten normaler U-Boote für seine Verbände anzuwerben. Die Rekrutierung geschah mittels Werbung und gezielter Propaganda, da der Eintritt in die K-Verbände grundsätzlich auf freiwilliger Basis erfolgen sollte. Zunächst umfasste der Stamm der K-Verbände nur wenige hundert Personen. Mit dem Aufbau der Verbände stieg die Truppenstärke bis Oktober 1944 auf etwa 8.000 Mann, einschließlich Bodenpersonal.:164 Wie sich diese auf die verschiedenen Zweige der K-Verbände verteilten, ist nicht bekannt, ebenso fehlen zwischenzeitliche Personalbilanzen. So kann nur anhand der bekannten Bootseinheiten geschätzt werden, in welcher Größenordnung sich die Truppenstärke zu verschiedenen Zeitpunkten bewegte. So waren im Schelderaum Mitte Dezember 1944 221 Bootseinheiten und Ende Januar 1945 263 Einheiten stationiert; diese Zahl gibt somit in etwa die Zahl der Piloten und Steuermänner an.
Konkretere Zahlen ergeben sich erst wieder zum Kriegsende. So gingen am 6. Mai 1945 im niederländischen IJmuiden etwa 3.000 Mann, vorwiegend Angehörige der Seehund-Flottillen, in Kriegsgefangenschaft. Diese Zahlen, die in anderen Quellen mit etwa 5.000 Personen beziffert werden,:123 sind jedoch nicht nach Angehörigen der K-Verbände und sonstigen Angehörigen von Luftwaffe, Marine und Heer unterschieden worden. Deshalb können daraus keine exakten Zahlen für die Angehörigen der K-Verbände in den Niederlanden entnommen werden. Am 8. Mai 1945 kapitulierten die in Norwegen stationierten K-Verbände mit insgesamt 2.485 Mann.:342–343 Hinzu kommen die Personalbestände der K-Verbände an der Adriaküste, die in den ersten Maitagen 1945 in regulären Heereseinheiten eingesetzt worden waren. Unberücksichtigt sind hierbei auch die Personalstärken der Marineeinsatzkommandos, des Lehrpersonals der diversen Ausbildungseinrichtungen sowie der in Aufstellung befindlichen Verbände wie der 1. Hydra-Flottille. Bis Kriegsende wurden etwa 450 Kampfschwimmer ausgebildet.:123 Diese Zahlen legen den Schluss nahe, dass die Gesamtstärke der K-Verbände bei etwa 10.000 Mann lag. Davon waren circa 2.500 Piloten oder Steuermänner, von denen wiederum etwa 250 Steuermänner bei den Seehunden waren. Andere Quellen beziffern die Personalstärke der K-Verbände zum Kriegsende mit ca. 16.000 Mann.:5

## Auszeichnungen und Uniformierung

Das Kampfabzeichen der Kleinkampfmittel 2. Stufe, das nach dem 2. K-Einsatz verliehen und am linken Oberarm getragen wurde.

Innerhalb der Verbände wurden die strengen Dienstvorschriften von Kriegsmarine und Wehrmacht hinsichtlich der Bekleidung nicht in dem Maße umgesetzt, wie dies sonst der Fall war. Dienst- und Rangabzeichen wurden selten getragen. Dies ging auf eine Initiative Heyes zurück, welcher damit eine gewisse Zwanglosigkeit schaffen und den Einzelnen das Gefühl vermitteln sollte, zu einer besonderen Einheit zu gehören. Außerdem sollte es Soldaten unterschiedlicher Ränge bestärken unbefangen miteinander umzugehen.:19
Die Angehörigen der K-Flottille 611 (1. Sturmboot-Flottille) waren berechtigt, das Ärmelband Hitlerjugend zu tragen. Diese Berechtigung wurde im Zuge einer Militärparade in Dresden durch Reichsjugendführer Artur Axmann und Karl Dönitz dem Flottillenchef Kapitänleutnant Ullrich, der mit seinen Angehörigen bei der Parade zugegen war, im Namen des Führers verliehen. Das Ärmelband glich dem der 12. SS-Panzer-Division und unterschied sich nur durch seinen marineblauen Grundstoff. Es wurde jedoch aus „Sicherheitsgründen“ von den Angehörigen der Flottille im Einsatz nicht getragen, da man Repressalien durch alliierte Vernehmungsoffiziere im Falle einer Gefangennahme befürchtete.:62
Orden und Ehrenzeichen wurden nach unterschiedlichen Kriterien verliehen. Die übliche Auszeichnung für die erfolgreiche Versenkung eines Handelsschiffes oder eines Zerstörers war das Deutsche Kreuz in Gold. War ein Kreuzer versenkt worden, konnte der Betroffene sogar auf das Ritterkreuz hoffen. In der Regel wurde das Eiserne Kreuz II. und/oder I. Klasse nach dem ersten Einsatz gemeinsam oder auch einzeln verliehen. Dabei spielte es keine Rolle, ob die Mission von Erfolg gekrönt war oder nicht.:175/176 Während im Zuge der alliierten Invasion in der Normandie das Ritterkreuz an sechs Angehörige der K-Verbände für verhältnismäßig „geringe“ Leistungen verliehen worden war, wurden spätere und weitaus höher eingestufte Taten nicht mit der höchsten Tapferkeitsauszeichnung gewürdigt. Stattdessen wurde das Deutsche Kreuz in Gold bis Kriegsende an Dutzende Angehörige der K-Verbände verliehen, so im Zusammenhang mit den Seekämpfen in der Normandie bereits 13 Mal. Weitere Verleihungen erfolgten auch an Kampfschwimmer sowie Seehund-Besatzungen. Die Verleihungspraxis diente daher eher der Anspornung als der Würdigung von militärischen Erfolgen. Für im Einsatz erlittene Verwundungen wurde das Verwundetenabzeichen ausgegeben. Allerdings wurden eventuelle Verletzungen bei Übungsfahrten ohne direkte Feindeinwirkung nicht angerechnet. Bis Ende November 1944 fehlte jedoch innerhalb der K-Verbände ein „waffentypisches“ Kampfabzeichen, das den Beliehenen klar als Angehörigen der K-Verbände kennzeichnete. Vorüberlegungen, die zunächst das U-Boot-Kriegsabzeichen ins Auge gefasst hatten, wurden verworfen, da dieses nicht die gesamte Bandbreite der K-Einsätze (Sprengboote und Kampfschwimmer) abdecken konnte. Stattdessen wurde am 30. November 1944 das Bewährungs- und Kampfabzeichen der Kleinkampfmittel geschaffen, um künftige K-Einsätze aller Angehörigen würdigen zu können.:26 Bei dem Entwurf der Bewährungs- und Kampfabzeichen wurde auf Hakenkreuz und Reichsadler verzichtet und der Sägefisch als Symbol der K-Verbände gewählt.

## Einsätze
Die Seekampfeinsätze der deutschen Kleinkampfmittel konzentrierten sich zunächst im April 1944 auf die Westküste Italiens und den Seeraum bei Anzio, um den dort gebildeten Brückenkopf der US-amerikanischen Armee anzugreifen und somit den Nachschub zu unterbinden oder zumindest zu stören. Nach deren Scheitern verlagerte sich das Kampfgeschehen der K-Verbände an die Invasionsfront in der Normandie, wo es im Juli und August 1944 zu heftigen Seekämpfen kam. Hierbei erlitten die K-Verbände hohe Verluste, während die Verluste der Alliierten verhältnismäßig gering ausfielen. Einfluss auf den weiteren Kriegsverlauf nahmen die K-Einsätze rund um die Landung in der Normandie damit nicht. Nach dem zwischen Ende August und Anfang September begonnenen Rückzug der Wehrmacht nach Zentral- und Ostfrankreich formierten die K-Verbände sich bis Jahresende an der holländischen Küste neu. Von dort aus griffen sie ab Oktober 1944 mit Bibern und Linsen in den Seekampf um die Scheldemündung und ihre wichtigen Schifffahrtslinien wieder ein. Im Januar 1945 erreichten auch die neu in Dienst gestellten Seehunde Holland und operierten bis Ende April 1945 unter schlechten äußeren Bedingungen im Gebiet zwischen Holland und der Themsemündung mit mäßigem Erfolg. Die verbliebenen K-Verbände im Mittelmeerraum sowie in der Adria, in der Hauptsache Linsen und Marder, traten bis Kriegsende nur noch sporadisch in Aktion und konnten die in sie gesetzten Erwartungen nicht erfüllen. Ihre Einsätze gegen Seeziele vor der südfranzösischen und kroatischen Küste verliefen, unter hohen Verlusten, meist erfolglos. Die Kampfschwimmer der K-Verbände agierten seit Juni 1944 an den meisten wichtigen Frontabschnitten mit wechselndem Erfolg. Allerdings konnten sie deutlich mehr ihre Ziele erfüllen als die U- und Sprengboote. Die in Norwegen stationierten K-Verbände griffen, abgesehen von einem einzelnen Versuch, nicht mehr in das Kriegsgeschehen ein. Im Endkampf um das Deutsche Reich wurden die verbliebenen K-Verbände für zahlreiche Flussunternehmungen herangezogen. Hauptaufgabe sollte hierbei die Zerstörung von wichtigen Brückenübergängen an der West- wie Ostfront sein. Vor allem die Kampfschwimmer konnten ihre Missionen erneut mehr oder minder erfüllen.

## Bilanz
| Versenkungsstatistik der K-Verbände nach Fock:182 |                                                                 |                               |
| Waffengattung                                     | Versenkungen                                                    | Beschädigungen                |
| bemannter Torpedo                                 | 1 Kreuzer 2 Zerstörer 3 M-Boote 1 Handelsschiff 1 Trawler 1 LCG | –                             |
| Kleinst-U-Boot                                    | 1 Zerstörer 9 Handelsschiffe (18.451 BRT)                       | 3 Handelsschiffe (18.384 BRT) |
| Sprengboote                                       | –                                                               | –                             |
| Gesamtsumme                                       | 19 Schiffe                                                      | 3 Schiffe                     |

In der Nachbewertung der „Erfolge“ der deutschen K-Verbände sowie anderer maritimer Kleinkampfverbände im Zweiten Weltkrieg zeigt sich, dass diese nicht den von der Propaganda oft behaupteten überragenden Erfolg hatten. Selbst die Seehunde, die als das vielversprechendste der deutschen Projekte angesehen wurden, konnten die in sie gesetzten Erwartungen, meist auch aufgrund technischer Mängel, nicht erfüllen. Über die tatsächlichen Erfolgsraten der K-Verbände existieren verschiedene Angaben. Sie schwanken je nach Quelle zwischen 15 und 19 versenkten Schiffen, wobei die versenkte Tonnageangabe ebenfalls starken Differenzen unterworfen ist. Die Literaturwerke von Paterson und Blocksdorf zeigen keine Endbilanz auf und beschränken sich auf die Versenkungserfolge und Beschädigungen an den einzelnen Schauplätzen beziehungsweise während der dargestellten Operationen. Die höchste Versenkungsziffer allein für den Monat April 1945 wird mit ca. 120.000 BRT beziffert und soll einzig durch Boote vom Typ Seehund erzielt worden sein. Eine ähnliche, als utopisch anzusehende Zahl ist die Versenkungsrate der Biber, die von Dezember 1944 bis April 1945 ca. 95.000 BRT versenkt haben sollen.:187 Die Versenkungserfolge der Linsen werden allein im Zuge der Einsätze in der Normandie mit 12 Schiffen beziffert, darunter ein Tanker mit 40.000 t sowie die HMS Quorn und die HMS Gairsay. Während die Versenkung der beiden britischen Kriegsschiffe bestätigt wurde, gibt es keinen Beweis für die Versenkung des namenlosen Tankers.:67:81
Im Vergleich der insgesamt versenkten und beschädigten Schiffe mit dem Aufwand und den durch die erfolgreiche alliierte Abwehr und technische Mängel verloren gegangenen Einheiten auf deutscher Seite wird die Bilanz der K-Verbände von Rahn als negativ bewertet.:518 Tarrant schließt sich dieser Meinung an, betont jedoch zusätzlich noch die Planlosigkeit der Einsätze, welche diese trotz unbestrittener Tapferkeit zusätzlich wirkungslos bleiben ließ.:273 Darüber hinaus stuft er alle Entwicklungen außer dem Seehund, der die in ihn gesteckten Erwartungen ebenfalls nicht erfüllen konnte, als Fehlentwicklungen ohne militärischen Nutzen ein.:233 In seinem Werk Das letzte Jahr der deutschen Kriegsmarine Mai 1944 bis Mai 1945 beziffert er die Zahl versenkter Schiffe mit 42 und die beschädigter mit sechs, macht jedoch keine Tonnageangaben. Er bezieht sich dabei auf ein Werk William Shirers aus dem Jahr 1960. Rahn wiederum übernahm diese Zahlen von Tarrant, fügte jedoch hinzu, dass die Seehunde von Januar bis Mai 1945 neun Schiffe mit 18.451 BRT versenkt hätten.:515 Diese Abweichung scheint dadurch zustande gekommen zu sein, dass die Bilanz Tarrants Ende April 1945 abschließt, während die Rahns bis zur Kapitulation am 8. Mai geht. Harald Fock benennt in seiner Publikation Marine-Kleinkampfmittel (Nikol Verlagsvertretungen) eine Gesamtversenkung (April 1944 bis Mai 1945) von 19 Schiffen inklusive des Zerstörers La Combattante mit mehr als 18.451 BRT sowie vier Beschädigungen mit mehr als 18.384 BRT.:182 Von alliierter Seite wurde die Versenkung der La Combattante hingegen durch einen Minentreffer begründet.:152
Einsatzstatistiken der K-Verbände nach ausgewählten Monaten
| K-Einsätze im April 1944:505 |              |          |              |                |
| Waffengattung                | Feindfahrten | Verluste | Versenkungen | Beschädigungen |
| Neger                        | 23           | 10       | –            | –              |
| Gesamt                       | 23           | 10       | –            | –              |

| K-Einsätze im Januar 1945:261 |              |          |              |                |
| Waffengattung                 | Feindfahrten | Verluste | Versenkungen | Beschädigungen |
| Seehund                       | 44           | 10       | 1            | –              |
| Biber & Molch                 | 15           | 10       | –            | –              |
| Linsen                        | 15           | 7        | −            | –              |
| Gesamt                        | 74           | 27       | 1            | –              |

| K-Einsätze im Februar 1945:264 |              |          |              |                |
| Waffengattung                  | Feindfahrten | Verluste | Versenkungen | Beschädigungen |
| Seehund                        | 33           | 4        | 2            | 1              |
| Biber & Molch                  | 14           | 6        | –            | –              |
| Linsen                         | 24           | 3        | –            | –              |
| Gesamt                         | 71           | 13       | 2            | 1              |

| K-Einsätze im März 1945:268 |              |          |              |                |
| Waffengattung               | Feindfahrten | Verluste | Versenkungen | Beschädigungen |
| Seehund                     | 29           | 9        | 3            | –              |
| Biber & Molch               | 56           | 42       | 3            | 1              |
| Linse                       | 66           | 27       | –            | –              |
| Gesamt                      | 151          | 78       | 6            | 1              |

| K-Einsätze im April 1945:272 |              |          |              |                |
| Waffengattung                | Feindfahrten | Verluste | Versenkungen | Beschädigungen |
| Seehund                      | 36           | 12       | 2            | 2              |
| Biber & Molch                | 17           | 9        | 4            | 1              |
| Linse                        | 66           | 17       | –            | –              |
| Gesamt                       | 119          | 38       | 6            | 3              |

| Einsatzanzahl und Einsatzverluste der K-Verbände (Januar bis Mai 1945):273 |              |          |             |                 |                |
| Waffengattung                                                              | Feindfahrten | Verluste | Verlustrate | Versenkungen    | Beschädigungen |
| Seehund                                                                    | 142          | 35       | ≈ 25 %      | 8 (17.301 BRT)  | 3 (18.384 BRT) |
| Biber und Molch                                                            | 102          | 70       | ≈ 69 %      | 7 (491 BRT)     | 2 (15.516 BRT) |
| Linsen                                                                     | 171          | 54       | ≈ 32 %      | –               | –              |
| Gesamtsumme                                                                | 415          | 159      | ≈ 42 %      | 15 (17.792 BRT) | 5 (33.900 BRT) |

Die Gründe für das Versagen der K-Verbände waren vielfältiger Natur. Neben der Unerfahrenheit der Besatzungen und technischen Problemen waren ebenso schlechtes Wetter und das Abschnüren des Nachschubs durch die alliierte Luftüberlegenheit Gründe. Vor allem letzteres führte gemeinsam mit der zusammenbrechenden Front ab Februar 1945 zu einer erheblichen Einschränkung der Einsatzbereitschaft. So zwang der Ersatzteilmangel die Flottillenchefs vor Ort dazu, einen Teil ihrer Einheiten als „Ausschlachtmodelle“ zu verwenden, um zumindest noch ein Minimum an Einsatzleistung gewährleisten zu können. Die sinkenden Zuweisungen an Treibstoff führten schon ab Januar 1945 dazu, dass einzelne K-Verbände gar nicht mehr einsatzfähig waren. Die Weisung des OKM, Brennstoffvorräte auf das äußerste zu schonen, bedeutete in der Praxis, die Boote „an die Kette“ zu legen. Alle Übungs- und Routinefahrten wurden gestrichen und der Einsatz der K-Verbände nur noch für aussichtsreiche Gefechtshandlungen gestattet. In Holland flossen die noch vorhandenen Kapazitäten größtenteils den Seehunden zu, da diese nach Auffassung des OKM den größten militärischen Nutzen erbringen konnten. Vor diesem Hintergrund ist es erstaunlich, dass viele der Flottillen noch bis Ende April zumindest geringfügig in der Lage waren, Operationen durchzuführen. Profitieren konnten die Verbände dabei von der Unterstützung durch Rüstungsminister Albert Speer, welcher dem Seehund-Bauprogramm höchste Priorität einräumte. Daher wurden in der Endphase fast nur noch diese gebaut.
Die K-Verbände litten mit zunehmendem Kriegsverlauf auch unter einem Mangel an Personal, um ihre Verluste auszugleichen. Die zunächst auf Freiwilligenbasis laufende Rekrutierung erbrachte immer weniger Meldungen geeigneter Personen, sodass Admiral Heye zunehmend besorgt war, dass die Einsatzfähigkeit nicht durch die Anzahl und den technischen Zustand von Booten, sondern durch mangelnde Zahlen an Piloten begrenzt würde.:514:233 Der Personalengpass hing auch damit zusammen, dass die Bedienung der Seehunde qualifiziertes Personal erforderte. Die Marineschule Mürwik und andere Lehrkommandos konnten diesen Bedarf nicht mehr ausreichend decken, weshalb die Ausbildungszeit verkürzt wurde. Die hierdurch entstehenden, teils eklatanten Wissenslücken der Piloten führten häufig zu Schäden an den Booten durch falsche Bedienung.
Die deutsche Rüstungsindustrie produzierte von Mai 1944 bis April 1945 insgesamt 2.676 Einheiten der verschiedenen Typen, was aufgrund der hohen erlittenen Verluste zu keiner Zeit ausreichte, den Bedarf der einzelnen Verbände zu decken.:170 Die hohen Verluste der K-Verbände, insbesondere in der Schlacht um die Scheldemündung und im Mittelmeer, resultierten auch aus der alliierten Lufthoheit, wegen der die Luftwaffe nicht in der Lage war, bei Operationen ausreichend oder überhaupt Luftdeckung zu gewähren. Dadurch fielen viele Boote alliierten Fliegern zum Opfer. Als sich diese Verlustzahlen häuften, fragte Hitler persönlich bei Hermann Göring, dem Oberbefehlshaber der Luftwaffe, an, ob denn nicht wenigstens die Einsatzhäfen durch ausreichend Flakgeschütze abgeschirmt werden könnten und ob es möglich sei, die Biber und Seehunde auf ihrem An- und Rückmarschweg durch künstliche Nebelbänke zu schützen.
Im Gegensatz zu anderen Bereichen der Wehrmacht zeigte sich in den K-Verbänden anscheinend kaum ein Nachlassen der Moral oder allgemeine Auflösungserscheinungen. Dies kann eventuell durch den informellen Führungsstil von Brandi und Heye bedingt gewesen sein, welche ihren Soldaten trotzdem und wiederholt das Gefühl zu vermitteln versuchten, zu einer besonderen Eliteeinheit zu gehören.:26–27

## Bewertung der Verlustrate
| Einsatzanzahl und Einsatzverluste der K-Verbände (Januar bis Mai 1945):273 |          |          |             |
| Waffengattung                                                              | Einsätze | Verluste | Verlustrate |
| Seehund                                                                    | 142      | 35       | ≈ 25 %      |
| Biber und Molch                                                            | 102      | 70       | ≈ 69 %      |
| Linse                                                                      | 171      | 54       | ≈ 32 %      |
| Gesamtsumme                                                                | 415      | 159      | ≈ 42 %      |

Verglichen mit den Ausfällen anderer Truppengattungen über den ganzen Krieg betrachtet, sind die Verluste der K-Verbände als außergewöhnlich hoch anzusehen. Eine Erklärung dieser Verlustrate gestaltet sich schwierig, da sie parallel zum Schicksal der U-Boot-Waffe in den Jahren 1944 und 1945 verlief, bei der in dieser Zeit die Verluste ebenfalls stark in die Höhe gingen. Häufig wird jedoch das Argument vorgebracht, der hohe Tribut an Menschenleben sei auch dadurch zustande gekommen, dass die K-Verbände teilweise als „Selbstmordkommandos“ aufgestellt und ihr Personal zu fanatisierten Einzelkämpfern indoktriniert worden sei. Hierdurch seien die K-Verbände teils selbst schuld an dieser hohen Quote. Dieser Aussage wird jedoch häufig widersprochen.

Die K-Verbände als Ganzes waren, ähnlich wie die Rammjäger der Luftwaffe, die oft als Beispiele deutscher „Suizideinsätze“ genannt werden, prinzipiell nicht als Selbstopfereinheit aufgestellt worden.:5:171 Weder hier noch dort gab es direkt befohlene „Todeseinsätze“, auch wenn bei den K-Verbänden diese verklausuliert vor dem Einsatz oder per Funk vereinzelt ausgegeben worden sind. Jedoch sahen sowohl Luftrammstöße wie auch Seekollisionsfahrten immer eine rechtzeitige Ausstiegsmöglichkeit des Fahrers beziehungsweise Piloten vor.:504 Heye formulierte es in einer 1955 erschienenen Publikation so, dass die „hochzivilisierten Völker der weißen Rasse und die Besatzung dieser Kampfmittel, im Gegensatz zu beispielsweise den Todesfliegern der Japaner, eine echte Chance auf Überleben des Kampfeinsatzes und eine Rückkehr haben (müssen)“.:505:6:6:8 Damit unterstrich Heye einen der tragenden Grundsätze der K-Verbände. Dieser besagte, dass jeder Einzelkämpfer vor dem Einsatz die Gewissheit haben musste, diesen mit hoher Wahrscheinlichkeit zu überleben. Tatsächlich sollten die K-Männer, die von der feindlichen Abwehr entdeckt und verfolgt wurden, eine Gefangenschaft dem „Heldentod“ vorziehen.:5 In einem von ihm geäußerten Zitat geht Heye sogar noch weiter und versucht den Spagat zwischen dem Opferwillen einiger weniger und der Sinnlosigkeit dieser Taten zu erklären::108

„Es mag sein, daß man auch in unserem Volke den einen oder anderen findet, der nicht nur die Bereitwilligkeit bekundet, einen solchen Opfertod zu sterben, sondern auch die seelischen Kräfte hat, es durchzuführen. Ich war und bin aber der Ansicht, daß solche Taten von Angehörigen kultivierter Völker der weißen Rasse nicht mehr vollbracht werden können. Wohl können Tausende tapferer Männer im plötzlichen Rausch eines Kampfes ohne Rücksicht auf ihr eigenes Leben handeln, wie es sicher oft in allen Wehrmachten der Welt vorgekommen ist, aber der Opfertod, der Stunden oder Tage vor seinem Eintritt für den betreffenden Menschen unausweichlich feststeht, wird bei unseren Völkern kaum zur allgemein anwendbaren Kampfform werden können. Der Europäer besitzt nicht den religiösen Fanatismus, der ihn zu solchen Taten befähigte; er besitzt auch nicht mehr die primitive Verachtung des Todes und damit seines eigenen Lebens.“

Seine heute rassistisch anmutende Äußerung wird von der Forderung des OKM unterstrichen, welches bei der Konzipierung der K-Waffen von wiederverwendbaren Geräten oder zumindest aber von Kampfmitteln, mit denen der Soldat nach dem Angriff die Möglichkeit hatte, zu den eigenen Linien zurückzukehren, ausging. Einzige Ausnahme waren die Sprengboote des Typs Linse, die vor der geplanten Kollision, nach Absprung des Piloten, den restlichen Weg zum Ziel unbemannt oder ferngesteuert zurücklegen sollten. So waren weder Neger noch Biber, Molch, Hecht oder Seehund mit Sprengkontakten oder Aufschlagzündern ausgerüstet, die einen Suizideinsatz mittels Rammstoß wie bei den japanischen Kaiten ermöglicht hätten. Ebenso gegen eine Aufopferungspraxis sprechen der meist akute Personalmangel der K-Verbände:223 sowie der hohe Ausbildungsaufwand der Einzelkämpfer.:514 Das proklamierte Opfertum wurde anscheinend auch von den Ausbildungsoffizieren nicht an die Soldaten vermittelt. So äußerte Johann-Otto Krieg gegenüber seinen „Schülern“ mehrmals, dass sie, wenn sie zum Schluss gekommen seien, ihnen bestehe keine Möglichkeit zur Heimkehr, an das nächste Schiff heranfahren, den Neger beziehungsweise Marder versenken und um Hilfe schreien sollten. Eine Selbstaufopferung sei sinnlos, da das Überleben, und sei es in Gefangenschaft, das Wichtigste sei.:58
Allerdings wurden diese Argumente und Aussagen im Kampfeinsatz von den beteiligten Befehlshabern und Einzelkämpfern teilweise negiert. So finden sich ab August 1944 in den Kriegstagebüchern der Seekriegsleitung immer häufiger die Worte „Winkelried“, „Kamikaze“, „Opfergänger“ bzw. „Opferkämpfer“, „Totaleinsatz“ und „Sturmwikinger“. Diese Begriffe umschreiben eine militärische Einsatzform, bei denen Soldaten bewusst und willentlich von ihren Befehlshabern oder Kommandeuren in den Einsatztod geschickt wurden oder dies freiwillig taten, um militärische Erfolge zu erringen. Der Ehrenname „Winkelried“ war hierbei der geläufigste. Er wurde nach dem legendären Schweizer Nationalhelden Arnold Winkelried benannt und sollte postum allen Kämpfern verliehen werden, die im Opfergang für „Führer, Volk und Vaterland“ im Einsatz ums Leben gekommen waren. Die ersten, die diesen Beinamen erhalten sollten, waren 10 junge Männer der K-Flottille 361, die vor ihrem Einsatz angekündigt hatten, ohne Rücksicht auf ihren Fahrbereich oder die Möglichkeit einer Rückkehr alle lohnenden Ziele zu vernichten. Keiner der 10 kehrte von dem Einsatz zurück.:509 Laut Friedrich Böhme, zu dieser Zeit Chef des Kommandostabes West der K-Verbände, waren diese Männer es wert, wegen ihrer Opferbereitschaft als „Winkelriede“ bezeichnet zu werden. In dem von Dönitz unterzeichneten und im Marine-Verordnungsblatt veröffentlichten Nachruf hieß es: ... Der Geist, der aus diesen Männern spricht, soll für jeden Soldaten der Kriegsmarine Beispiel und Ansporn zur höchsten Pflichterfüllung sein.
Eine derartige, wenn auch verklausulierte, weitere Aufforderung zur Selbstopferung gab es am 3. August 1944, als Admiral Heye die an diesem Tage eingesetzten Neger- und Marder-Piloten durch einen sogenannten „Anfeuerungsspruch“ (Anfeuerungs-FT) aufforderte, „Winkelriede für die hart kämpfende Landfront zu sein“. Ob die betroffenen Piloten dadurch in ihrem Einsatz- und Opferungswillen bestärkt wurden, ist nicht überliefert. Befragte Zeitzeugen nach dem Krieg schwiegen sich hinsichtlich der Dimension der Einsätze aus.:520 Derartige Aufforderungen sind nur bei den Einsätzen bemannter Torpedos bekannt geworden. Bei späteren Einsätzen der Biber und Seehunde sind sie, entgegen den Aussagen von Dönitz, nicht mehr belegt.
Bei einem Lagevortrag vor Hitler benutzte Dönitz am 18. Januar 1945 erstmals den Begriff „Sturmwikinger“. So waren seiner Meinung nach die K-Verbände „aufgrund der weiten Entfernungen [zum Ziel] nur als Sturmwikinger“ einzusetzen.
Bei einer Vernehmung nach dem Krieg sagte er, dass die K-Verbände von vornherein als „Verbrauch“ betrachtet worden seien. Sie waren billig herzustellen und schnell zu ersetzen. Ähnlich äußerte sich auch Heye in seiner 1955 erschienenen Publikation, in der er aussagte, dass der ideale Einzelkämpfer der Mann ist, der aus eigener Initiative auch ohne Befehl im Sinne der Führung handelt(e).:8 Pt.3 Auch wenn britische Nachkriegsberichte die Selbstopfer-Dimension der K-Verbände ausdrücklich unterstreichen, kann sie nicht abstrahiert und auch nicht auf alle Waffensysteme der K-Verbände projiziert werden. Dies gilt auch für die Äußerungen Dönitz’. Ob nun die enorm hohen Verlustzahlen dieser Zeit auf tatsächlichem Opferungswillen beruhten oder schlicht auf der Unzulänglichkeit ihrer Kampfmittel und der Intensität der Kampfhandlungen, ist nicht mehr exakt feststellbar. Es war vermutlich eine Kombination aller drei Faktoren.

## Einsatzbewertung

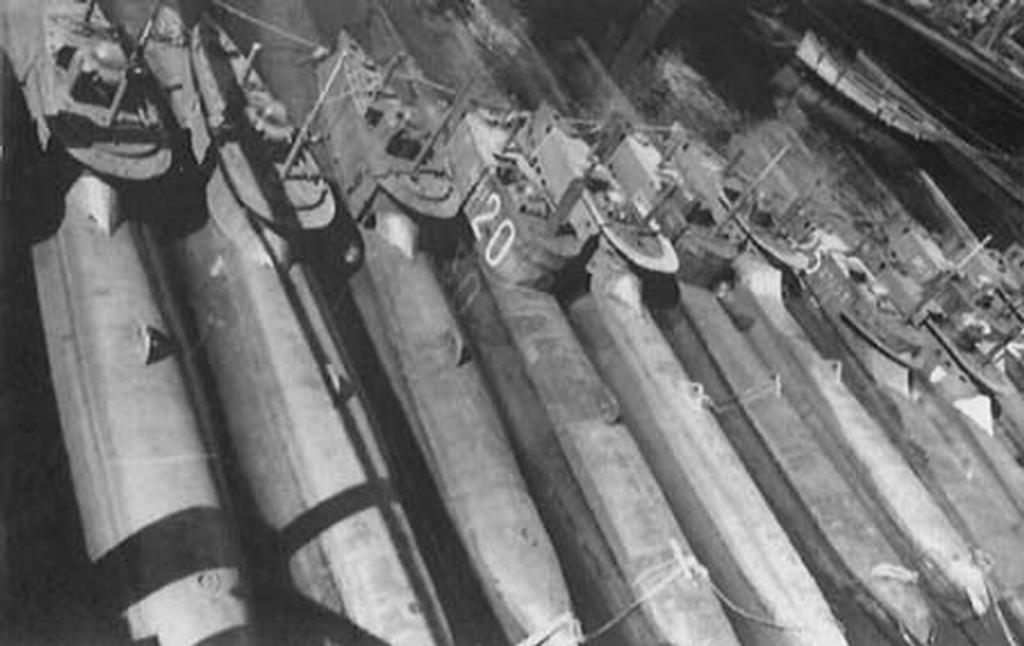
Von den Alliierten bei Kriegsende erbeutete Seehunde, im Endstadium der Fertigung

Militärisch bewertet stellten die K-Verbände zu keinem Zeitpunkt eine ernsthafte Bedrohung für die alliierte Schifffahrt im Mittelmeer oder im Ärmelkanal dar. Ihre Einsätze waren zu schwach und ohne die nötige Intensität. Einzig die Kampfschwimmer der Kriegsmarine und ihre Marineeinsatzkommandos konnten die ihnen übertragenen Kampfaufträge befriedigend lösen. Die Gründe für das Scheitern des Konzepts der Kleinkampfverbände sind vielfältiger Natur.
So konzipierte das OKM die Verbände anfangs als rein defensiv:505:16 ausgerichtete Truppe, versuchte sie jedoch durch die sich überschlagenden Ereignisse in Italien und der Normandie zunehmend offensiv:346 wie konventionell-große U-Boote sowie Schnell- und Torpedoboote einzusetzen. Aufgrund der mangelhaften Reichweite und Bewaffnung konnte dieses Konzept mit den vorhandenen Mitteln kaum praktisch umgesetzt werden.:Kritische Bewertung der K-Mittel Der Marinehistoriker Werner Rahn vertritt hierbei die Meinung, dass der Einsatz der Kleinkampfmittel gemessen am militärischen Nutzen faktisch nutzlos war. Auch Heye erkannte nach dem Krieg an, dass die Kleinkampfmittel, gleich welcher Art, bestenfalls nur eine Ergänzung der regulären Seekampfmittel sein konnten, diese aber zu keinem Zeitpunkt ersetzten.:6 Sie wären bestenfalls dafür geeignet gewesen, stärkere Seekräfte des Gegners zu zersplittern oder zu binden.:16 Pt.1

Selbst die erhoffte psychologische Wirkung auf den Gegner blieb aus. Die K-Mittel waren keine Wunderwaffen, und sie erzeugten auch keinen Schockeffekt, wie ihn das erste Erscheinen der Tiger-Panzer unter amerikanischen Heeressoldaten erzeugt hatte. Die britischen Erfahrungen mit der „Decima MAS“ im Mittelmeer 1942 und 1943 hatten das Element der Überraschung negiert. Eine effektive Bekämpfung von Kleinkampfmitteln, egal welcher Art, war durch massiven Geleitschutz, verschärfte Wachsamkeit und gezieltes Sperrfeuer möglich. Wo die Alliierten auf deutsche K-Einheiten stießen, wichen sie diesen nicht aus, sondern stellten und vernichteten sie. Hierbei erlangten insbesondere die britischen Jagdflugzeuge hohe Abschusszahlen an Seehunden und Bibern. Schon im August 1944 hatte Heye geäußert, dass der Überraschungseffekt und damit der militärische Erfolg ausschließlich davon abhingen, möglichst viele unterschiedliche Waffentypen in Kleinstserie dem Gegner entgegenzustellen.:53 Sobald dieser sich auf diese oder jene eingestellt hatte, verlor die K-Waffe ihren Schockeffekt und musste durch ein neues Waffensystem abgelöst werden. Somit sollte der Gegner praktisch in einen ständigen Anpassungszwang versetzt werden, der es den deutschen Kräften ermöglichen sollte, ihr militärisches Ziel zu erreichen.:273 Die Industrie konnte oder wollte diesem Konzept Heyes trotz einer ausreichenden Zahl an Entwürfen nicht folgen und fokussierte sich auf die Serienfertigung von Standardmodellen, wodurch ein höherer Ausstoß an Booten erreicht wurde. Dadurch, dass den Alliierten ihre Gegner relativ genau bekannt waren, konnten sie ihre Abwehrmaßnahmen optimieren.:65 General Dwight D. Eisenhower bemerkte später jedoch::168

„Es scheint wahrscheinlich, dass, falls die Deutschen diese Waffen sechs Monate früher eingesetzt hätten, als sie es taten, unsere Invasion in Europa sich außerordentlich schwierig, vielleicht als unmöglich erwiesen hätte.“

Die Entschlüsselung des Enigma-Schlüssels durch britische Kryptologen in Bletchley Park erschwerte den Einsatz der K-Verbände noch zusätzlich. Diese verwendeten innerhalb ihrer Maschine den „Eichendorf-Code“, den die britische Admiralität „Bonito“ nannte. Allerdings benötigten die britischen Wissenschaftler zwischen 2 und 14 Tagen für die Entschlüsselung eingehender K-Nachrichten, sodass daraus häufig kein operativer Vorteil gezogen werden konnte. Zudem wahrten die K-Verbände weitestgehend Funkstille oder gaben in ihren Nachrichten nie exakte Angaben zu bevorstehenden oder laufenden Einsätzen an. Daher beschränkten sich die Alliierten auf eine „allgemeine Warnung“: SUB SUB SUB (SUB = Submarine dt. U-Boot).:104:186
Schlussfolgernd lässt sich feststellen, dass die K-Verbände der Kriegsmarine zu früh eingesetzt wurden und potentiell wirksame Modelle wie der Seehund zu spät an die Front kamen, um einen wirklichen Einfluss auf das Kriegsgeschehen nehmen zu können. Ihr einziger Erfolg war die Erzeugung einer starken Diversionswirkung bei den Alliierten, die allein in der Scheldemündung bis zu 500 Boote und 1.500 Flugzeuge mit der Jagd nach Kleinkampfmitteln beschäftigten.:94 Sie waren daher, wie von Dönitz bereits 1944 ausgesagt hatte, keine Schiffsvernichter, sondern dienten eher der Schiffs- und Luftkräftebindung.:273 Höchstens die bei Kriegsende in Entwicklung befindlichen neuen Modelle, bei denen man die Mängel der Vorgänger möglichst zu beheben suchte, hätten eventuell einen effektiveren Seekrieg führen können. Ob dies noch irgendeinen Einfluss gehabt hätte, bleibt allerdings fraglich.:169:347–348

## Planspiele und globaler Terror
Trotz oder gerade aufgrund der sich häufenden Niederlagen an allen Fronten entwickelte die Kriegsmarine, ähnlich dem Projekt des Amerika-Bombers, utopische Planspiele, die weit über die Grenzen Europas hinaus global Einsätze und Attacken möglich machen sollten.:168 Technische Fortschritte, wie der des revolutionären Walter-Antriebs, mögen darauf Einfluss genommen haben. Alle im Frontgeschehen stehenden K-Mittel wurden permanent weiterentwickelt, so u. a. der Biber II und der Biber III wie auch der Seehund II, die, rein technisch gesehen, immer größere Einsatzgebiete erreichen konnten.:101
Schon nach der alliierten Invasion in der Normandie entwickelte der deutsche Geheimdienst Pläne, die im Zuge der Operation Pluto verlegte Ölleitung England–Frankreich zu sabotieren. Hier sollten die Kleinst-U-Boote der K-Verbände zum Einsatz kommen, um am vermuteten Pipelineverlauf mittels Haken den Meeresgrund abzusuchen. Die so entdeckte Pipeline sollte mit Nipolit gesprengt werden. Der Plan wurde jedoch schnell aufgegeben. Stattdessen sollten Kampftaucher die Pipeline anbohren und eine zersetzende chemische Flüssigkeit infiltrieren. Diese sollte farb- und geruchlos sein und dafür sorgen, dass einmal damit gestartete Motoren zerstört würden. Im Idealfall sollte dies Tausende von Fahrzeugen betreffen.:167:203
Zu den weiteren Konzepten für Opfereinsätze von Kleinkampfmitteln gehörte der geplante Einsatz eines einzelnen Bibers im Sueskanal. Er sollte an Bord einer BV 222 in das Zielgebiet geflogen werden und dort, ohne die Möglichkeit einer Rückkehr, das erstbeste Handelsschiff im Kanal torpedieren und versenken. Dieses Wrack sollte den alliierten Nachschub durch den Suezkanal für Wochen blockieren und damit der deutschen Front in Italien eine Atempause verschaffen. Das Unternehmen scheiterte nicht am Willen des OKM, sondern an der Vernichtung der Triebwerke der vorgesehenen BV 222, die zu einer letzten Überprüfung vor dem Einsatzbeginn ausgebaut worden waren und bei einem Bombenangriff auf die Werkshalle zerstört wurden.:93:168
Andere Planspiele sahen vor, acht bis zehn Kampfschwimmer im Hafen vom New York auszusetzen, damit diese dort mittels Sprengfischen (Minen) Schiffe beschädigen oder versenken konnten. Selbst die Zerstörung der Schleusen des Panamakanals wurde geplant sowie das Abwerfen von mehreren Linse-Sprengbooten mittels Go 242 in die Bucht von Scapa Flow, um dort die britische Flotte anzugreifen. Keine Nation der Erde sollte sicher vor deutschen Angriffen sein. Zu einer Geheimmission brach Ende Januar 1945 der als norwegisch getarnte Kriegsfischkutter KfK 203 von Harstad (Norwegen) aus, um sein Ziel, Vorderindien, und den Persischen Golf anzusteuern. Mit an Bord waren 12 Kampfschwimmer der K-Verbände. Das OKM fing noch wenige Wochen später das verabredete Kurzsignal des Kriegsfischkutters an der Westküste Afrikas auf. Danach verliert sich dessen Spur.:169:205
Der letzte Einsatzbefehl erreichte Dönitz Mitte April 1945, als Hitler eine eigens für ihn zur Verfügung stehende Leibwache anforderte, die aus bewährten Soldaten der K-Verbände bestehen sollte. Hintergrund hierfür war Hitlers steigendes Misstrauen gegenüber seiner SS-Leibstandarte. Am 27. April 1945 sammelten sich 30 K-Kämpfer auf dem Flugplatz Rerik, um in das brennende Berlin geflogen zu werden. Der in einer zur Verfügung gestellten Ju-52 fliegende Aufklärer fand über Berlin jedoch keinen sicheren Flugplatz mehr. Eine Landung auf der Ost-West-Achse vor dem Brandenburger Tor schien möglich, doch massives sowjetisches Flakfeuer zwang den Piloten zur Umkehr. Am 28. April 1945 erfolgte ein weiterer Aufklärungsversuch, der jedoch erbrachte, dass die beabsichtigte Landebahn von Einschlagkratern übersät sei und keine sichere Landung garantiere. Ein Absprung mittels Fallschirm am 29. April 1945 wäre durch den dichten Rauch der vielen brennenden Häuser beinahe unmöglich gewesen. Der Plan wurde erneut um einen Tag verschoben und nach Hitlers Selbstmord am 30. April abgebrochen, da die Männer nicht mehr benötigt wurden.:170:206

## Einfluss auf spätere Einheiten
Nach der bedingungslosen Kapitulation der Wehrmacht am 8. Mai 1945 wurden bis Mitte des Monats zahlreiche Kleinst-U-Boote des Typs Seehund britische beziehungsweise sowjetische Kriegsbeute. Mindestens vier Seehunde wurden darüber hinaus von der französischen Marine beschlagnahmt. Ferner wurden sämtliche Konstruktionsunterlagen, die in der Entwicklungsabteilung der K-Verbände abgelegt waren, sichergestellt. Nachdem die Briten ihre amerikanischen Bündnispartner vom Wert der deutschen Kleinkampfmittel überzeugt hatten, arrangierte die United States Navy eine Vorführung der Geräte in amerikanischen Gewässern. Dazu reisten Ende Mai 1945 sieben ehemalige Seehundpiloten der K-Verbände nach Florida. In Fort Lauderdale wurden Mitte Juni 1945 ein Biber, ein Molch, ein Hai und ein Seehund vor Repräsentanten der US Navy vorgeführt. Fünf italienische Angehörige der „Decima MAS“ führten ihrerseits Sturmboote und SLCs vor. Der Seehund wurde nach Abschluss der Testserie bei Artillerieschießübungen vor Florida versenkt.:344 Über den weiteren Verbleib der Boote und eine eventuelle spätere Nutzung durch die Alliierten ist nichts bekannt geworden. Mit der Auflösung der Wehrmacht am 26. August 1946 verschwanden auch die letzten Überbleibsel der K-Verbände der Kriegsmarine. Ihr Grundkonzept wurde später in abgewandelter und angepasster Form in der Bundesmarine und in der Volksmarine der DDR aufgegriffen. So besaß die Bundesmarine diverse Kleinst-U-Boote, darunter die U-Boot-Klasse 202, mit Einsatzverdrängungen von 60, 100 und 180 t, sowie die Kampfschwimmer und Waffentaucher.:173 Die Volksmarine ihrerseits gründete die Spezialabteilung der „Kampfschwimmer der NVA“ sowie die 6. Flottille, die im Rahmen des Warschauer Paktes als offensiver Schnellbootsverband diente. Bei der 6. Flottille waren auch Kleinst-Torpedoschnellboote der Typen Iltis und Forelle im Einsatz, die als „Kleinkampfmittel“ betrachtet werden konnten.:181–182